# Halunkenpostille
Die Halunkenpostille ist eine Lyriksammlung des deutschen Schriftstellers Fritz Graßhoff, die erstmals 1947 erschien. Sie zählt zu den erfolgreichsten Lyrikbüchern der Nachkriegszeit; zahlreiche Texte und Balladen wurden vertont und von namhaften Interpreten aufgenommen.

## Der Autor
Fritz Graßhoff (1913–1997) verdiente sein Geld mit Schlagertexten; am bekanntesten ist sein Evergreen Nimm mich mit Kapitän, auf die Reise, den er für Hans Albers schrieb. Seine Berufung sah er jedoch als Maler, Zeichner, Übersetzer und Schriftsteller. Seine Lyrikbände fanden wenig Anklang; größeren Erfolg hatte er mit seinen manchmal derben Lyriktexten und Balladen, von denen einige gerne als Chansons gesungen wurden und viele in den Ausgaben der Halunkenpostille versammelt sind.

## Das Buch
Die Halunkenpostille enthält mehr als 100 Gedichte. Da sie durchgehend gereimt sind, bieten sie sich geradezu für Liedvertonungen an. Thema sind die Menschen und Nöte der Unterschicht, kleine Anarchisten, die der Autor zeitkritisch mit oftmals überraschendem Humor und großer Sympathie darstellt. Graßhoff war selbst in einem Milieu – sein Vater, erst Seemann, später Kohlenhändler – aufgewachsen, in dem Kneipen, Trinker, Huren, Schläger und Halunken alltäglich waren. Die Titel der Gedichte weisen meist gleich auf diese Thematik hin: Halunkenlied, Pennergeschichte, Im Tingeltangel tut sich was, Moritat vom eiskalten Gasanstaltsdirektor oder Einmal wird man dich shanghaien und Käptn Byebye.
Das Buch hatte großen Erfolg, die Gesamtauflage beträgt inzwischen, überraschend für ein Lyrikbuch, über 200.000 Exemplare. Graßhoff liebte es, seinen Büchern längere Untertitel zu geben und wechselte sie manchmal bei neuen Ausgaben aus. Man kann Graßhoff mit seinen Halunkenpostillen-Texten ohne weiteres als Nachfahre von Erich Kästner, Walter Mehring und Joachim Ringelnatz bezeichnen.

## Wirkungen
Für das Kabarett waren manche Texte wie geschaffen, und so ist es nicht verwunderlich, dass viele große deutsche Chansonnièren (Hannelore Schroth, Hanne Wieder, Kirsten Heiberg und Inge Brandenburg) mit Rezitationen seiner Lyrik und Liedvorträgen auftraten. Auch einige Komponisten begaben sich an Bearbeitungen, so z. B. Hans-Martin Majewski, Norbert Schultze und Alfons Nowacki. In der Mitte der sechziger Jahre wurde Graßhoff von jungen Menschen entdeckt und geschätzt; in den progressiveren Bünden der Jugendbewegung wurden Vertonungen des bis heute beliebten „Halunkenliedes“ Mein Gaul ist alt und will nicht mehr oder von der „Lumpenbrüderschaft“ Schnorrer, Penner, schräge Narrn, Kesselflicker, Diebe gesungen. Das Gesangsduo Schobert & Black schöpfte, besonders für ihre ersten beiden LPs, auch aus diesem Fundus, vertont von Wolfgang „Schobert“ Schulz.

## Ausgaben

### Buchausgaben
- Halunken-Postille. (Zweitauflage im selben Jahr mit dem Titel: Halunkenpostille). Mit Illustrationen von Bernd Hering. Noten. J. A. Keune. Hamburg 1947
- Halunkenpostille. Rumpelkammerromanzen, Hafenballaden, Spelunkensongs. Mit Zeichnungen von Fritz Graßhoff. Carl Lange. Duisburg 1954 (20.–25. Tsd. 1955)
- Halunkenpostille. Rumpelkammerromanzen, Hafenballaden, Spelunkensongs. Neu: Zinkenklavier. (25.–37. Tsd.). Carl Lange. Duisburg 1959. (38. Tsd.). Jetzt: Mercator-Verlag. Duisburg 1968
- Die große Halunkenpostille. Songs, Balladen, Moritaten. Alte und neue Verse. dtv 150. München 1963; 11. Auflage (142.–147. Tsd.) 1981. ISBN 3-423-00150-X
- Graßhoffs neue große Halunkenpostille. Das ist die 1947 erstmalig erschienene auf Zuwachs geschneiderte und hiermit beträchtlich erweiterte Halunkenpostille. Beigefügtes Werk: Nebst dem Allgemein ungültigen Bauernkalender von 1954. Neu bebildert vom Autor selbst. Limes Verlag. Wiesbaden 1981. ISBN 3-8090-2183-0
- Kleine Halunken-Postille. Eine Querbeet-Lese aus den Lieder- und Lästerbüchern des Fritz Graßhoff. Sonderausgabe Bertelsmanns-Club. Gütersloh 1988

### Vertonungen (Auswahl)
- Halunkensongs. (Das Seemannsherz – Der fliegende Barbier – Neue Nachtwächterweise – Im Tingeltangel tut sich was) für Bariton-Solo, Trompete, Violine, Akkordeon, Kontrabass und Schlagzeug. Musik: Siegfried Strohbach. Verlag Breitkopf & Härtel. Wiesbaden 1956
- Halunkenlieder. Schauerballaden, Rattenpfiffe, Bänkelgesänge, Waschküchenlieder und Moritaten. Melodien von Hanns Heeren nach Texten aus der Halunkenpostille. Sätze und Klampfengriffe von Hans Grappenach. Südmarkverlag. Heidenheim 1963. Neuauflage Witzenhausen 1978
- Das Lied vom Floh auf großer Fahrt. Musik für Männerchor von Franz Biebl. Hagen 1980
- Halunkenlied (Mein Gaul ist alt und will nicht mehr). Zahlreiche Vertonungen: In den frühen 60er Jahren in der neuen deutschen jungenschaft von Roland Eckert, später von Mac in den Liederblättern deutscher Jugend (Heidenheim 1984) und eher klassisch für vierstimmigen gemischten Chor von Bert Ruf (Kurpfalz-Chorverlag 1996)
- Käpt'n Killer. Musik: Thomas Krämer. Partitur für Männerchor und Klavier. Gummersbach 1987
- Ninoschka und Anjuschka oder das Besenbinderlied. Weise und Satz für Männerchor: Franz Biebl. Breidenbach 1998

### Tonträger mit Liedern aus derHalunkenpostille(Auswahl)
- Halunkenpostille. Schräge Songs, halbseidene Lieder und wunderschöne Gedichte. Musik: Hans-Martin Majewski und Norbert Schultze. Gesprochen und gesungen von Hanne Wieder, Hannelore Schroth, Gustav Knuth, Gisela aus Schwabing, Kirsten Heiberg, Ralf Bendix, Jens Brenke, Inge Brandenburg, Werner Schmalenbach und Fritz Graßhoff. Electrola. LP. Köln 1967
- Das ganze Jahr. Musik: Wolfgang „Schobert“ Schulz. Schobert und Black. Doppel-LP. (LP 1: Allgemein nicht gültiger Bauernkalender). Teldec. Hamburg 1975
- Adele, Adele das Gold in deiner Kehle. Pintenballaden von Fritz Graßhoff. Musik: Alfons Nowacki, gesungen von Brigitte Lebaan. LP. Baedeker BAE2501, Essen 1976[1]
- Das kleine Etwas. Deutsche Chansons. LP. Zytglogge Verlag. Gümlingen 1978
- Mitternachts-Spritzen. Jens Brenke. Doppel-LP. Hannover 1980
- Hanne Wieder singt Chansons. LP. Deutsche Austrophon. 1983
- Schlag-Zeilen. Liebes-, Laster-, Lust- und Lästerlieder von Fritz Graßhoff. LP. Musik: Christian Weber. Zytglogge-Verlag. Gümlingen 1984
- Banjo-Lieder. Doppel-LP. Ernst Klett. Stuttgart 1984
- Immer wieder. Erich und das Polk. CD. Welzheim 1992
- Freche Lieder – Liebe Lieder. Folge 4. CD. Deutsche Grammophon 1995
- Café Knax. Susanne Grütz, Hubertus Schmidt. CD. Leipzig 1998
- Fridolin, du küsst so ungestüm! Lieder und Chansons, gesungen und gesprochen von Hans-Martin Majewski, Günter Pfitzmann, Inge Brandenburg. CD. Hamburg 2001
- Halunkenpostille. Michael H. Gloth. CD. Northeim 2003. ISBN 3-922647-18-9
- Deutschland oder was beißt mich da?. Schobert und Black. (Neuveröffentlichung der LPs Lästersongs und moralische Lìeder und Deutschland oder was beißt mìch da? von 1967 und 1968 auf einer CD). Lübeck 2004. ISBN 3-932219-54-6

## Die klassische Halunkenpostille

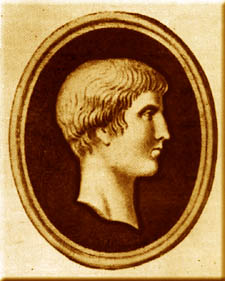
Graßhoff übersetzte die Epigramme des römischen Dichters Martial

In einer zweiten „Halunkenpostille“, die Graßhoff publizierte und der er den Titel Die klassische Halunkenpostille gab, veröffentlichte er in freier dichterischer Bearbeitung Texte einiger griechischer und römischer Dichter der Antike (z. B. Martial, Catull und Philodemos) über die Nöte und Freuden des Mannes auf der Straße und die Torheiten der Reichen.
- Die klassische Halunkenpostille. 2 Dutzend alte griechische und römische Dichter übersetzt, entstaubt und umgehost, dazu Der neue Salomo. Songs, Lieder und Balladen nach des Predigers Worten mit Bildern versehen und neu ans Licht gebracht. Kiepenheuer & Witsch. Köln/Berlin 1964
- dito: dtv 417, München 1967
- Erweiterte Neuauflage. Nymphenburger. München 1982. ISBN 3-485-00441-3
- dito: Ullstein-Taschenbuch Nr. 22546. Frankfurt am Main/Berlin 1991. ISBN 3-548-22546-2